# Hadrocryptus trimaculatus
Hadrocryptus trimaculatus là một loài tò vò trong họ Ichneumonidae.